# Kamaneh-ye Mīrzābeygī
Kamaneh-ye Mīrzābeygī (persiska: كَمانِۀ ميرزابِيگی, کمانۀ ميرزابيگی) är en ort i Iran.   Den ligger i provinsen Lorestan, i den nordvästra delen av landet, 400 km sydväst om huvudstaden Teheran. Kamaneh-ye Mīrzābeygī ligger 2 020 meter över havet och antalet invånare är 227.
Terrängen runt Kamaneh-ye Mīrzābeygī är huvudsakligen kuperad, men åt sydost är den platt.Runt Kamaneh-ye Mīrzābeygī är det ganska tätbefolkat, med 56 invånare per kvadratkilometer. Närmaste större samhälle är Nūrābād, 16,7 km söder om Kamaneh-ye Mīrzābeygī. Trakten runt Kamaneh-ye Mīrzābeygī består till största delen av jordbruksmark.